# August von Lützow (Gutsbesitzer)

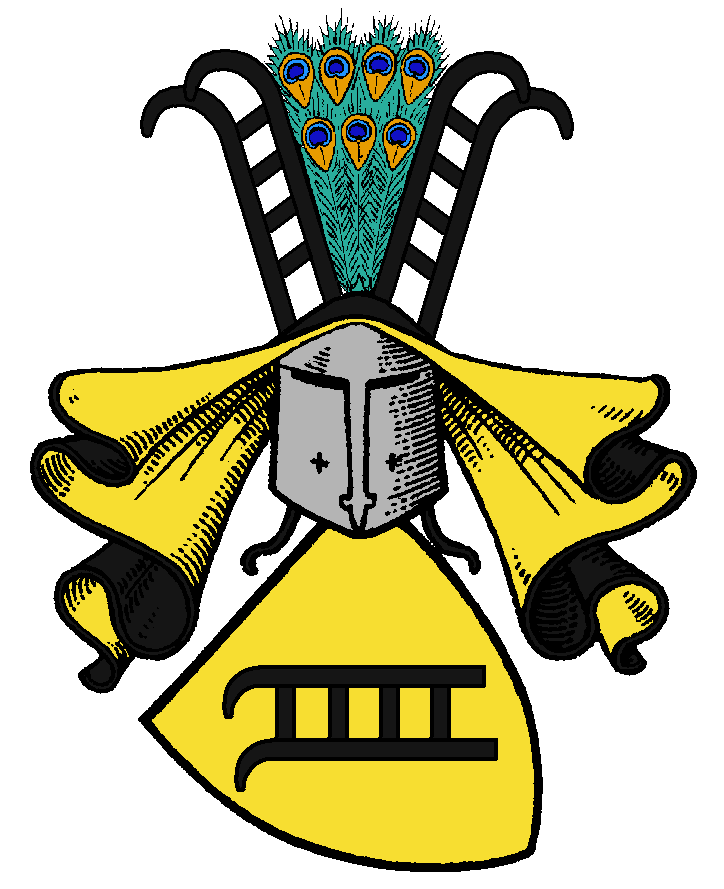
Stammwappen derer von Lützow

August Friedrich Ulrich von Lützow, auch Ulrich Friedrich August von Lützow  (* 13. Dezember 1795 in Schwerin; † 14. August 1872 in Karlsbad) war ein mecklenburgischer Gutsbesitzer, der seit 1846 in Karlsbad lebte. Für seine großzügigen Spenden und Stiftungen wurde er 1853 zum Ehrenbürger von Karlsbad ernannt.

## Leben
August von Lützow entstammte dem mecklenburgischen Uradelsgeschlecht von Lützow. Er war ein Sohn des Friedrich Karl Ludwig von Lützow (1754–1818) auf Tessin (Gemeinde Wittendörp), Groß Salitz (Gemeinde Krembz) mit Radegast, Klein-Salitz, Krembz, Schönwalde und Badelow, und dessen Frau Auguste, geb. von Behr-Negendank (1757–1833). Der mecklenburg-schwerinsche Kammerherr, Schlosshauptmann und Oberschenk Carl von Lützow (1794–1868) war sein Cousin; der wenig jüngere, gleichnamige Landmarschall August von Lützow (1800–1879) auf Eickhof (Warnow) war ein entfernter Cousin. August von Lützow wird mitunter als „Neffe des Freikorpsführers“ Ludwig Adolf Wilhelm von Lützow bezeichnet; dieser stammte jedoch aus einer anderen Linie (Pritzier-Schwechow) der Familie.
Auch wenn manche männlichen Verwandten in seiner Familie hohe Ränge in der preußischen Armee erreichten, so fühlte er sich mehr zum Geschäft als zu einer Karriere in der Armee hingezogen.
1830 heiratete er Helene Wilhelmine Henriette Adolfine, geb. von Levetzow (1808–1832). In ihrer kurzen Ehe brachte sie zwei Kinder zur Welt, die Tochter Auguste Katharine (* 1831), die Otto von Langen auf Neuhof heiratete, und den Sohn August Leopold Otto von Lützow (1832–1900), der Tessin erbte. Nach dem frühen Tod seiner Frau kurz nach der Geburt des Sohnes heiratete August von Lützow nicht wieder.

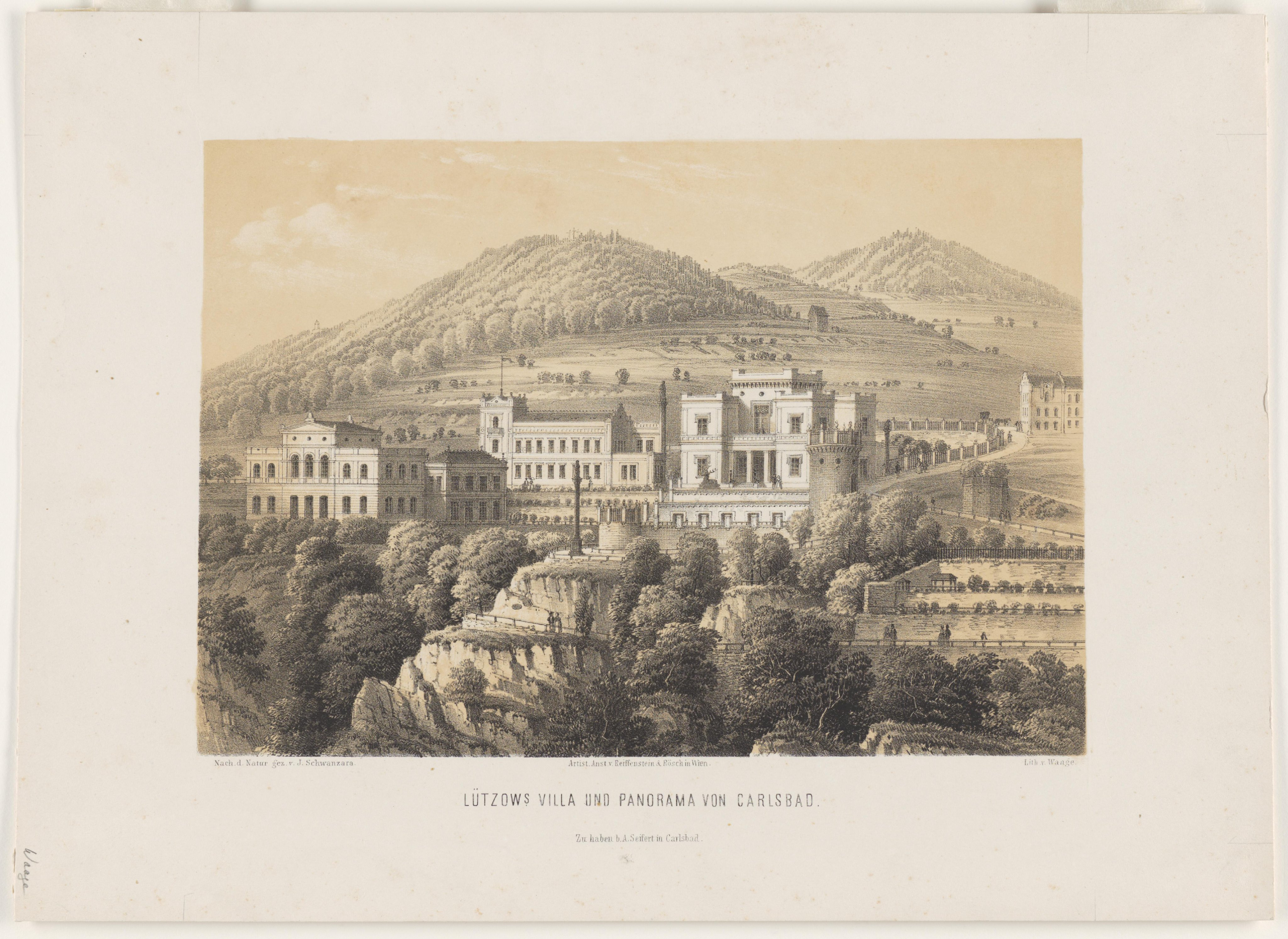
Villa Lützow in Karlsbad

Der verwitwete 45-jährige von Lützow ging 1840 zur Kur nach Karlsbad. Der Kurort verzauberte ihn, er verkaufte Besitztümer in Deutschland und im Jahr 1846 zog er endgültig nach Karlsbad, vor allem wegen der wohltuenden Wirkung der örtlichen Thermalquellen auf seine Gicht-Schmerzen. Obwohl er ein zugezogener Karlsbader Siedler war, wurde er für die nächsten 26 Jahre ein großzügiger Wohltäter. Er war reich, wobei die Quelle seines Wohlstands unklar ist und vermutlich vor allem in Immobiliengeschäften zu suchen ist, und hatte einen Sinn für Nächstenliebe.
August von Lützow war sehr kunstinteressiert. Er besaß Kunstverstand, wurde vielleicht auch vom Sohn seines Cousins, dem Kunsthistoriker Carl von Lützow beraten und zeichnete sich selbst durch künstlerisches Talent aus. Mit Begeisterung sammelte er Kunstgegenstände. Er war auch für seine Tierliebe bekannt und besaß viele interessante Tierskulpturen, hauptsächlich von seinem Freund, dem berühmten Berliner Bildhauer August Kiss.
Lützow war auch für ständige Meinungsverschiedenheiten mit den Karlsbader Stadträten bekannt. Er provozierte sie oft, besonders wenn er überzeugt war, dass ihre Inkompetenz der Stadt schadete. Letztendlich erhielt er jedoch schon 1853 von den Stadträten die Ehrenbürgerschaft der Stadt. Die vorherrschende Meinung in Karlsbad war: „Lützow war ein Sonderling, aber ein edler Mensch“.
August von Lützow, in Karlsbad stets als Baron bekannt, starb im August 1872. Als Evangelischer wurde er auf dem Evangelischen Friedhof im Ortsteil Drahovice beigesetzt. Lützow hatte das Land für den 1865 gegründeten Friedhof selbst erworben und gestiftet. Seine Beerdigung am 19. August 1872 war ein großes Ereignis in Karlsbad und gleichzeitig ein Trauertag für die ganze Stadt. Sein Grab ist bis heute erhalten.

## Karlsbad

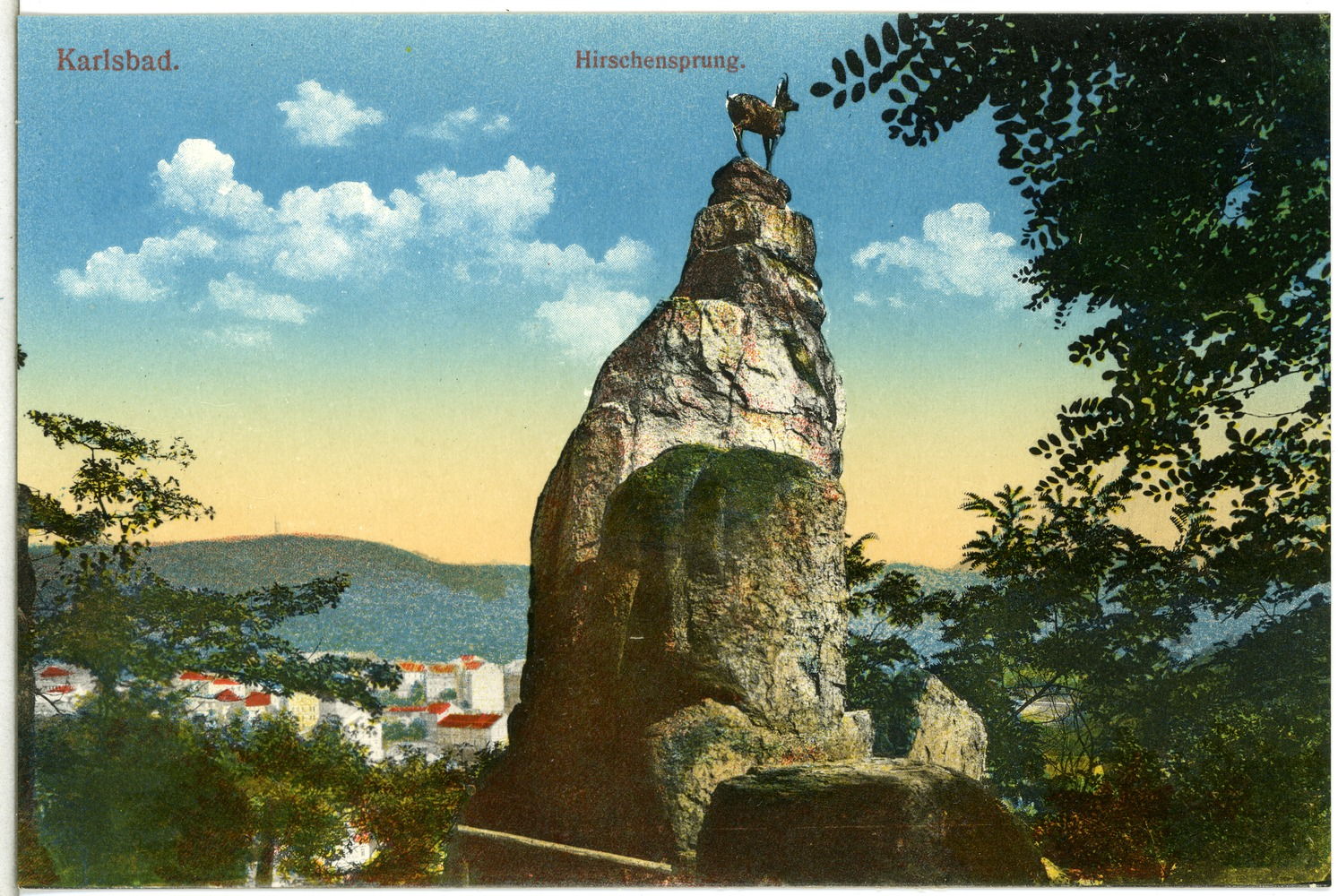
Hirschensprung (1913)

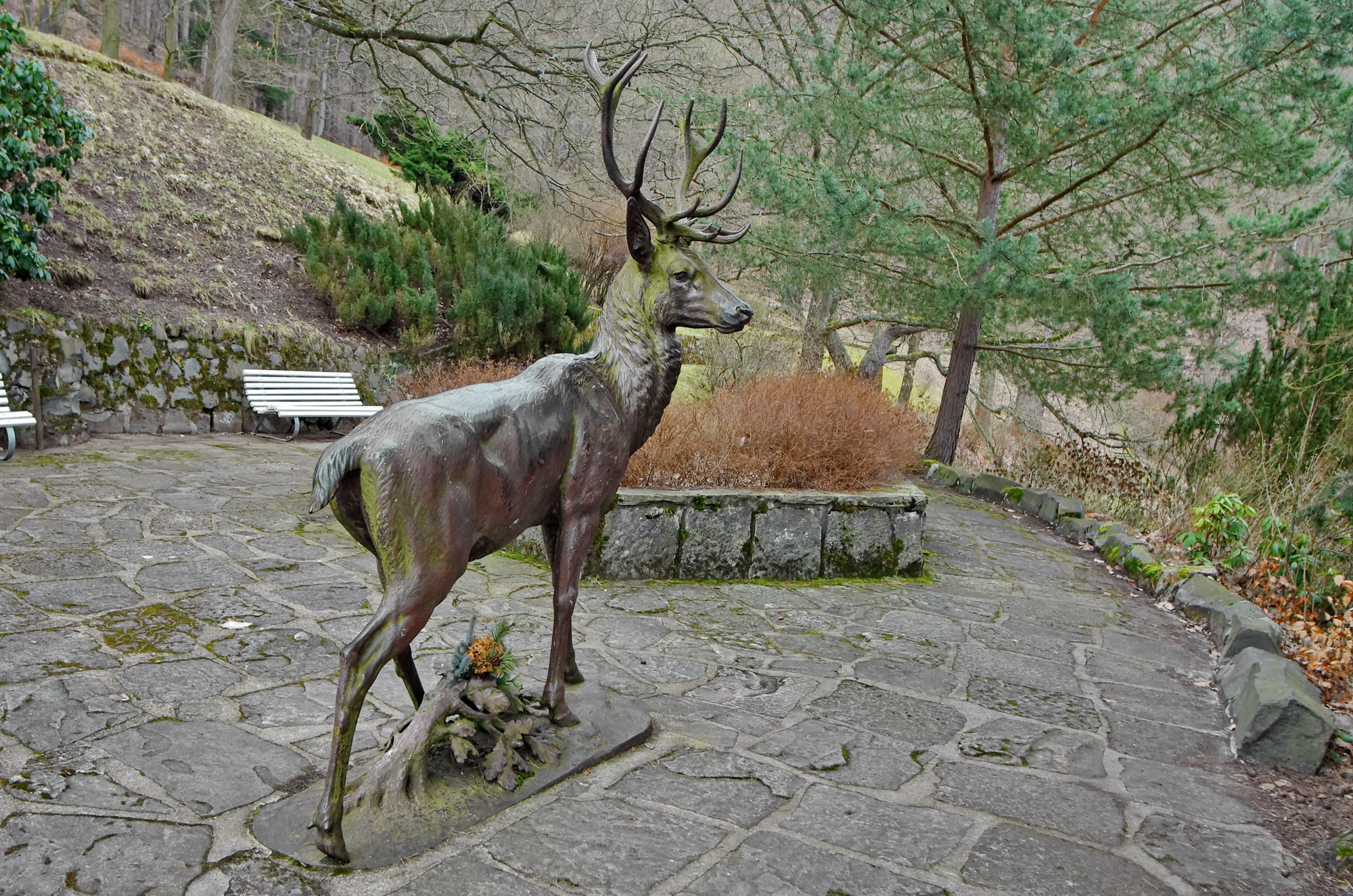
Hirsch (2016)

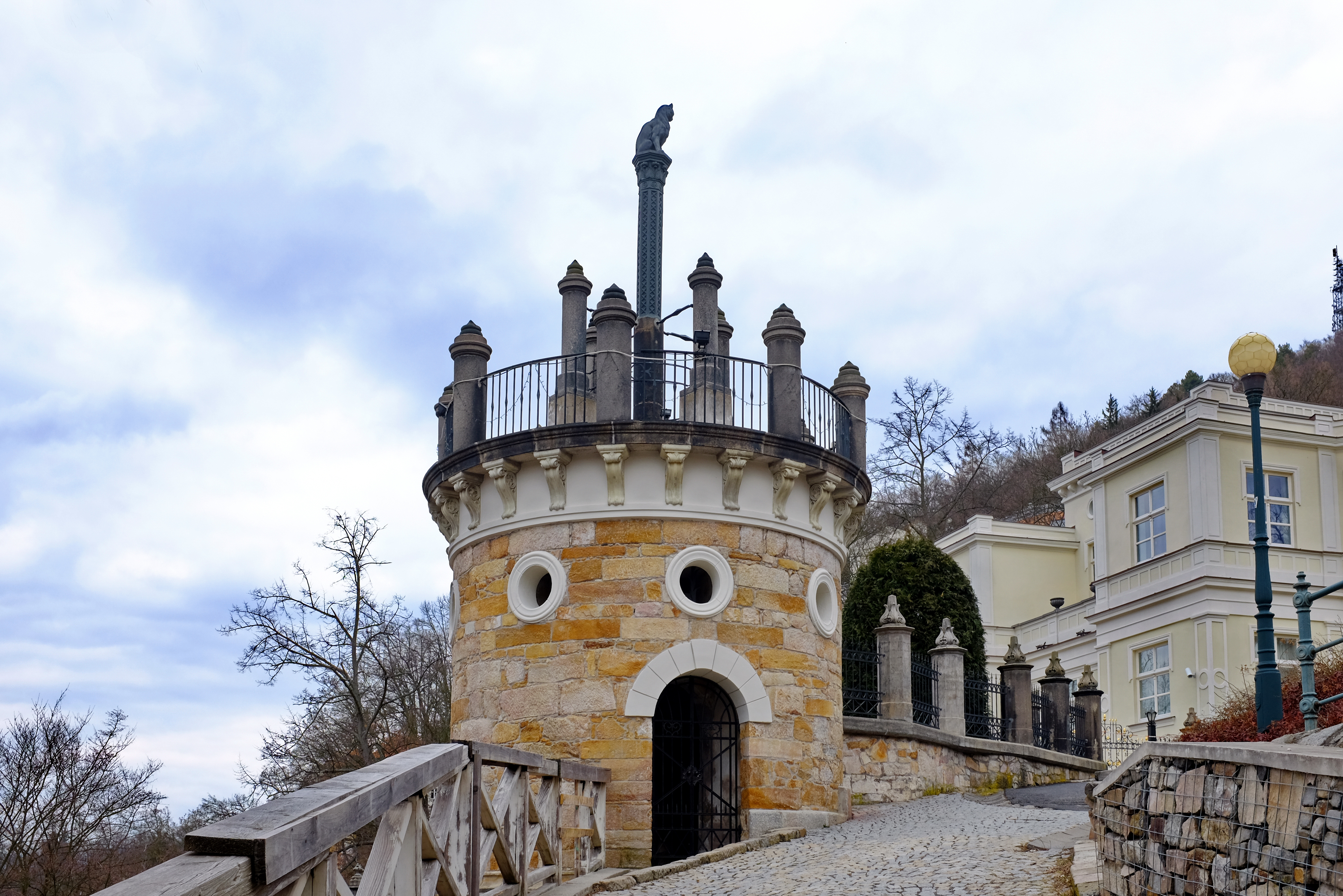
Katzen-Rondell an der Villa Lützow (2018)

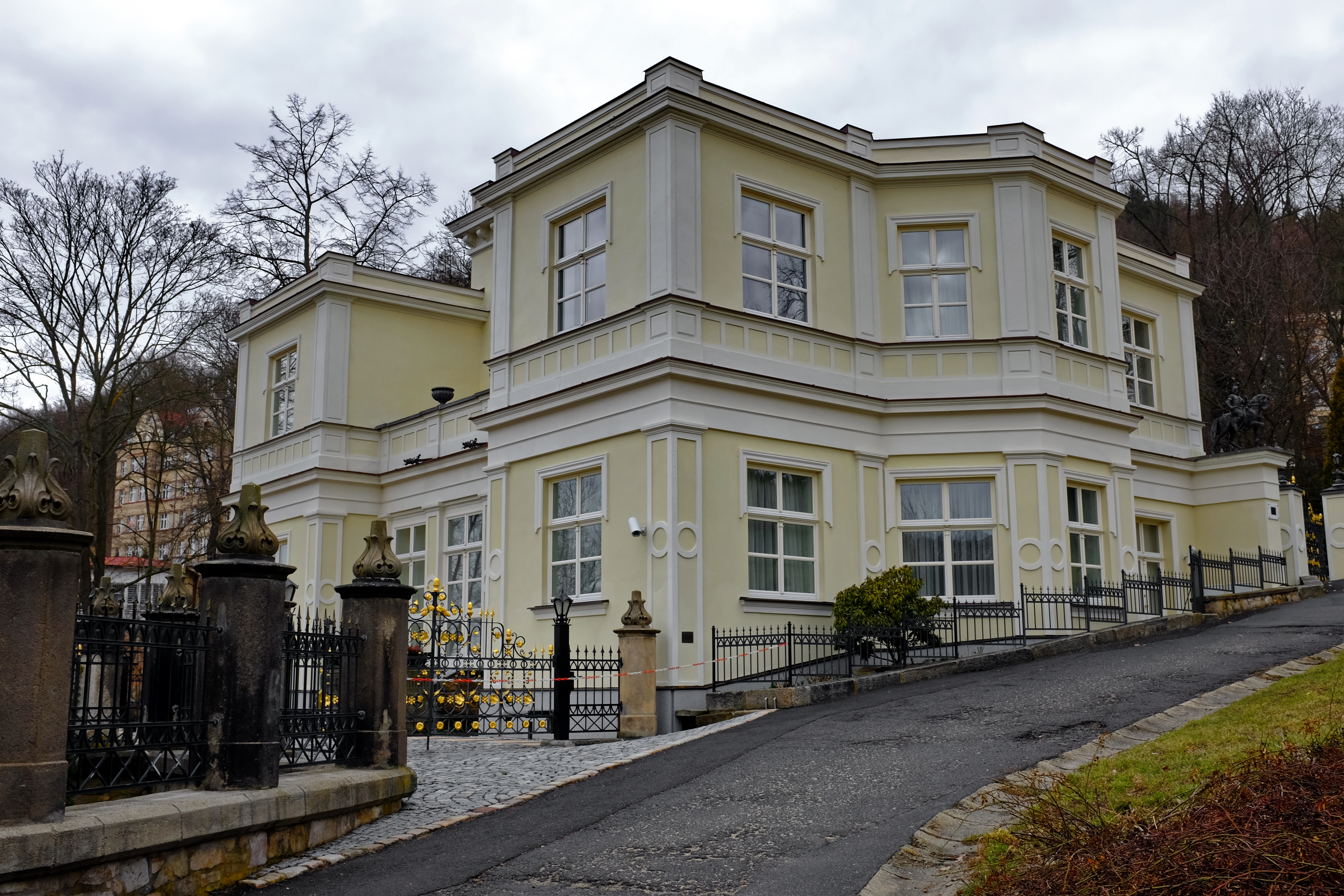
Vila Lützow (2018)

August von Lützow ließ eine Reihe von Gebäuden errichten, von denen er viele der Stadt schenkte.

### Villen
- Villa Lützow – In den Jahren 1853–1854 ließ Lützow in Karlsbad eine Villa im Empire-Stil vom Karlsbader Baumeister Johann Knoll errichten, offenbar nach einem Entwurf eines Berliner Architekten. Die ursprünglichen Pläne sind jedoch nicht erhalten, die Urheberschaft des Gebäudes ist somit unbestätigt.[7] Einer anderen Quelle zufolge hatte Lützow die Villa selbst entworfen.[10] Die architektonische Lösung der Villa hebt sich von allen Gebäuden dieser Zeit in der Stadt ab; heute trägt es den Namen seines Erbauers. 1869 verkaufte August von Lützow die Villa an den Grafen Zedtwitz, behielt jedoch ein lebenslanges Wohnrecht in der ersten Etage.[11] in den 1870er Jahren wechselte die Villa aufs neue den Besitzer. Die neue Eigentümerfamilie Knoll vermietete hier  Elegante Wohnungen für Curgäste und pries die schönste Lage, herrlicher Überblick über Stadt und Gebirge.[12] Derzeit (2024) steht die gut erhaltene Villa zum Verkauf.[13]
- das Panorama – Er hatte den Aussichtspunkt mit Café 1854 erworben und nach eigenen Plänen ausbauen lassen. 1856 konnte er hier die Könige Otto von Griechenland und Friedrich Wilhelm IV. von Preußen begrüßen. 1857 verkaufte er die Liegenschaft mit 100 % Gewinn.[14] Der zum Panorama führende Weg erhielt 1859 den Namen Lützowweg.[15]
- Hubertusburg – eine Villa am Hang unterhalb des  Dreikreuzbergs (Tří křížů)

### Stiftungen
- An der damaligen Prager Gasse, unterhalb des Dreikreuzbergs, ließ Lützow nach seinen Plänen das Armenhaus Munificentia für 10 Familien errichten, das er 1862 unentgeltlich der Stadt übertrug.
- Er spendete Tausende Gulden, um einen Wanderweg im Kurwald anzulegen.
- Er kaufte ein Grundstück, damit dort der evangelische Friedhof angelegt werden konnte.
- Er unterstützte viele Wohltätigkeitsveranstaltungen und half regelmäßig den Armen.

### Skulpturen von August Kiss
Der Berliner akademische Maler und Bildhauer August Kiss war ein häufiger Besucher des Kurorts und wurde ein Freund von Lützows. Dieser erwarb viele Skulpturen bei ihm, vor allem Tierdarstellungen. Einige von ihnen schmücken noch heute die Stadt.
Siehe auch: Liste von Denkmälern und Pavillons im Karlsbader Stadtwald
- Hirsch – lebensgroße Statue aus Gusseisen, hergestellt vor 1851, ursprünglich im Garten der Villa Lützow, heute hinter dem  Parkhotel Richmond
- Gämse am Hirschensprung – Hohlskulptur aus Zink im Jahr 1851 gegossen; nach Zerstörung im Jahr 1986 durch eine Bronzekopie des Karlsbader Bildhauers Jan Kotek ersetzt
- Tierskulpturen im Garten der Villa Lützow: ein Stier, ein Pferd, zwei große sitzende Hunde sowie eine Kopie von Kiss’ Amazone zu Pferd im Kampf mit einem Panther aus den Jahren 1854–1855
- Rondell mit Katzenstatue – Statue einer Katze aus dem Jahr 1858, die auf einer hohen Säule sitzt. Der Baron ließ es aus Protest gegen die Ratsherren, die ihm nicht erlaubten, eine Seilbahn von seiner Villa zur Kolonnade zu bauen,[5] hier aufstellen. Einer anderen Quelle zufolge sollte die Katze die Karlsbader Stadträte verspotten wegen ihrer Bemühungen, eine Statue Karls IV im damaligen Stadtgarten zu errichten.[7] Ursprünglich blickte die Katze in Richtung Stadtzentrum, später wandte sie ihren Rücken dem Rathaus zu.
- Löwenkopf – eine gusseiserne Skulptur, die im Jahr 1859 in den Felsen der damaligen Dorotina-Auen (heute Slovenská-Straße) montiert wurde und der Stadt vom Bildhauer Kiss selbst gewidmet wurde In dankbarer Erinnerung von Kiss aus Berlin. 1859.